# 21631 Stephenhonan
21631 Stephenhonan este un asteroid din centura principală de asteroizi.

## Descriere
21631 Stephenhonan este un asteroid din centura principală de asteroizi. A fost descoperit pe 13 iulie 1999 la Socorro, New Mexico, în cadrul proiectului LINEAR. Asteroidul prezintă o orbită caracterizată de o semiaxă mare de 2,41 ua, o excentricitate de 0,15 și o înclinație de 4,9° în raport cu ecliptica.